# Rai (peuple)
Cet article possède des homonymes et des paronymes, voir Rai.

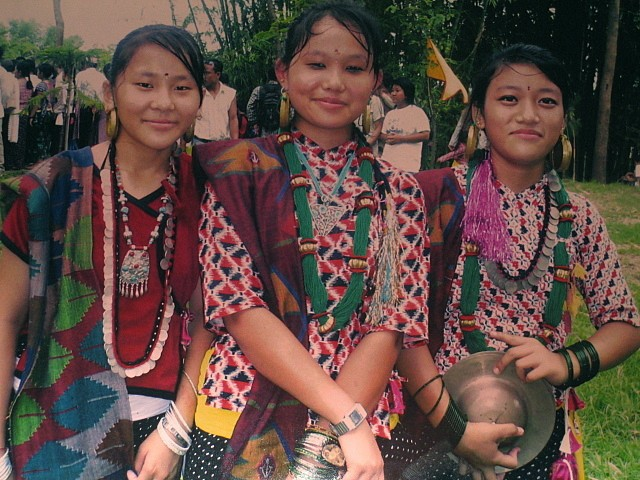
Des femmes Khambu Rai d'aujourd'hui au Népal.

Les Khambu Rai est un peuple vivant dans les moyennes et hautes montagnes de l'est du Népal et dans les terres d'émigration que forment la plaine du Terai, le Sikkim, le district de Darjeeling et l'Assam. Ils font partie, avec les Sunuwars et les Limbu, de l'ensemble ethnique appelé Kirant ou Kirat. Actuellement, les Khambu Rai seraient 636 151 (2001) soit 2,79 % de la population du Népal.

## Caractéristiques

### Origines
Les Rai forment en fait un ensemble de groupes qui se dénomment eux-mêmes "rodu", et sont nommés par les indo-népalais "kirant" (un terme d'origine sanskrite qui signifie "barbare") ou "rai" (terme qui désigne en fait une fonction politique). Contrairement aux autres peuples de langue tibéto-birmanes du Népal, les Rai ne disent pas être venus au Népal du Tibet, mais via le sud-est. Leurs récits mythiques racontent comment différents frères, se séparant, allèrent peupler les vallées de l'Est du Népal, en suivant le long des rivières. Pratiquant anciennement la chasse et l'agriculture sur brûlis, ils vivent maintenant principalement de l'agriculture en terrasse et de l'élevage.

### Lieu de vie
Les Rais vivent au nord-est du Népal (Népal oriental), dans les montagnes de l'Himalaya. Plus précisément, ils occupent la Mechi (zone) au centre-est du Népal, qui fait partie de la zone de développement Est.

### Langue et dialectes
Les Rai parlent des langues appartenant à la famille linguistique "tibéto-birmane", et à la sous-famille maintenant nommée "kiranti" ou "maha-kiranti". On comptabilise plus d'une vingtaine de langues rai, inintelligibles entre elles.

#### Différentes appellations
Les langues et groupes rai sont nombreux. On compte notamment les Bantawa, les Chamling, les Thulung, les Kulung, les Khaling, les Mewahang, les Bahing, les Yamphu, les Lohorung, les Nachering, les Dumi, les Koyu, les Sampang, les Puma, les Athpaharia, les Chitang, les Dungmali, etc.

## Différents modes de vie

### Généralités
Les groupes rai sont structurés en clans (généralement exogames sur sept générations), regroupés en villages non compacts, composés de maisonnées habitées par des familles nucléaires. Ils se nourrissent de millet, de maïs et de riz.
Les hommes Rai sont agriculteurs ou éleveurs. Ils pratiquent la culture en terrasse. Certains sont soldats et font partie des régiments gurkhas britanniques et indiens.
Les Raï sont très pauvres et se situent tout en bas de l'échelle sociale. Certains programmes gouvernementaux cherchent à venir en aide à cette population démunie.
Le mariage par enlèvement n'est plus pratiqué ; en revanche, les mariages sont souvent arrangés, bien qu'au fil des années les époux se décident de plus en plus seuls.
Ils célèbrent deux fêtes par an, le Sakenwa Uvauli (pendant la saison des semailles) et le Sankenwa Udhauli. Ils croient qu'ils descendent tous d'une même personne nommée Chandi.

### Des artisans
Certains Raï vivent dans une région très peuplée, qui plus est en altitude. La terre n'est donc pas assez fertile pour couvrir les besoins vitaux de toute la population.
C'est en partie pour cela qu'ils tentent d'exporter leur artisanat dans le but de promouvoir leur art et leur culture. Ils fabriquent des vêtements, des bijoux, des objets usuels d'excellente qualité ainsi que des articles nécessaires à la méditation.
Leurs textiles sont en fibres d'ortie de l'Himalaya ou Allo (Girardinia diversifolia) reflétant le style de leur village par des techniques de tissage particulières. Leurs tissus sont résistants et colorés et servent aussi à leur village pour des cérémonies et pour la fabrication d'objets tels des sacs, filets de pêche, vêtements... L'ortie permet de lutter contre l'érosion du sol des montagnes abruptes de l'Himalaya.
Dans ce travail, ce sont les femmes les plus efficaces. Elles prennent ainsi plus de pouvoir auprès de leurs maris et de la famille entière. C'est peut-être une des raisons qui expliquent la pratique de la polyandrie chez certains Raï, due aussi au manque de nourriture sur ces monts arides, ce qui pousse cette ethnie à avoir moins d'enfants.

### Des chasseurs de miel
D'autres vivent sur des monts escarpés. Pour accéder à leur village, il n'y a pas de routes, parfois même pas de chemin. Certains villages pratiquent la chasse au miel.
Chaque année à la fin de l'automne, tout le village se réunit et confectionne des rouleaux d'échelles de corde (70 kg l'unité), des paniers, des perches... Chacun prend le matériel dont il a besoin, et tous partent en direction d'une grande falaise, suivant de près le chef du village et du clan qui passe devant. Les femmes sont aussi là, bien qu'elles se contentent le plus souvent d'admirer de quoi sont capables leurs maris.
Une échelle de bambou est arrimée autour du tronc d'un arbre surplombant la falaise de 150 mètres. Les villageois crachent sur les fibres qui la composent pour l'attendrir. Elle est ensuite lâchée dans le vide. Suspendu sans aucune assurance, un courageux chasseur descend et s'approche, sans aucune protection, des trous de la roche, difficiles d'accès mais à l'abri des intempéries. C'est là que se cachent les essaims d'abeilles, parfois hauts de plus d'un mètre.
Au pied de la falaise, les villageoises attendent un signal pour faire un feu. Lorsque le chasseur leur fait signe, l'épaisse fumée qu'elles produisent dérange les abeilles et provoque un léger engourdissement qui réduit leur agressivité. Elles lui hissent de la braise entourée de feuillages verts, dont il se sert pour frapper l'essaim et délivrer la galette de miel.
Les abeilles s'échappent et le piquent aux bras, aux mains et au visage, mais celui-ci ne fait aucun geste pour les chasser. Pourtant, les abeilles du Népal sont les plus grandes de la planète, et produisent donc un plus grand ouvrage, mais leur taille est aussi en rapport avec la quantité de venin.
À l'aide d'une perche, le chasseur fait deux trous dans la galette de miel, dans lesquels il passe une cheville en bois reliée à une cordelette puis à la perche. Il découpe ensuite de gauche à droite la lune de miel, qui pèse 10 kg. Les femmes la cueillent en bas.
Il existe une autre technique de ramassage : faire couler le miel en pressant les alvéoles de cire dans un panier au bout de la perche, recouvert d'un sac plastique. En deux jours, c'est souvent plus de 30 kg de miel et de cire qui sont ramassés.
Après la chasse, les hommes boivent une bière à base d'orgeat, le chang. Au village, on sépare le miel des alvéoles. Les larves sont une source importante de protéine, chaque habitant a donc sa part. La chair des vers blancs est douce et sucrée. Lorsque le miel est extrait, il est chauffé dans un chaudron pour isoler la cire. Il sert alors de bougie.
Les abeilles fabriquent aussi du miel au printemps ; cependant, elles butinent des fleurs toxiques qui ne sont pas mangeables par l'homme.

### Un chaman: le dhami
C'est une des personnes les plus importantes chez les Rai. Il est à la fois devin, guérisseur et médium.

## Culte et religion
Ils sont influencés par le bouddhisme et l'hindouisme mais suivent leur propre religion traditionnelle. Ils sont animistes, vouent un culte à leurs ancêtres et dieux locaux, divinités suprêmes : Sumnima et Paruhang mais aussi à des dieux moins influents comme l'esprit du territoire (Sakela, Sakle, Toshi, Sakewa, Saleladi Bhunmidev), Chyabrung, Yokwa, Folsadar et Chendi.

### Culte
Leur culte est original, différent des cultes népalais habituels où le représentant est le chef de clan défricheur ou le chef de village. En effet, cette fonction peut être exercée par tous. Le représentant du culte est tiré au sort parmi tous les anciens du village, qui représentent chacun des clans qui peuvent exister. Cette originalité prouve l'existence encore aujourd'hui d'un système politico-religieux ancien. Ceci n'est pas anodin, compte tenu de l'importance de ces cultes au Népal au niveau politique et identitaire.

### Esprits et rituel
Ils croient aux esprits qui permettent de connaître les désordres individuels, de penser et agir sur le monde. Ceux-ci sont intégrés grâce aux rituels et font des infortunes la seule chose permettant l'obtention des bienfaits ; c'est un échange. Selon les esprits auxquels ils pensent, les bienfaits ne sont pas les mêmes. Les esprits sont donc catégorisés : ils impliquent certains types de rituels plutôt que d'autres.

#### Pouvoir du rituel
Le rituel révèle un système d'interprétation et d'action du monde, de soi, des autres, du pouvoir, mais aussi entre l'individu et le groupe, le même et l'autre, l'ordre et le désordre, la nature et le social.
Il permet aussi de donner une forme à l’invisible pour en réduire la présence envahissante.

#### Mise en scène du rituel
Lors de la mise en scène du rituel, la présence de l'autre dans la narration est primordiale. Cette présence est représentée par des esprits errants et prédateurs, ce qui symbolise en fait le danger des autres tribus. Il existe les esprits nés de morts appartenant à d'autres tribus kirant que les Rai ;le rituel est alors un "parler rituel", et les esprits issus de morts indo-népalais : le rituel est alors prononcé en népali. Quels que soient les esprits avec lesquels le rituel est pratiqué, les Rai sont pacifiques, ce qui prouve l'esprit pacifique de la tribu envers les autres.
Le devin est très important car il est l'autre présence du rituel, appartenant à n'importe quel groupe ; le culte est alors "régional".
Pour mettre en scène les esprits du rituel, les Rai font appel à des éléments particuliers. Ils font la part des choses entre la "représentation" et la "manifestation" des esprits. Plus les esprits se manifestent (sont présents), moins ils sont représentés, et vice-versa.
Lorsque les esprits se représentent et sont évoqués de différentes manières, un rite est construit, permettant de replacer l'esprit à distance.

## Rai célèbres
- Lain Singh Bangdel (Rai) - Artiste, écrivain, historien d'art, ancien chancelier de l'académie royale du Népal.
- Sabin Rai - Chanteur
- Pawan Kumar Chamling (Rai) - Ministre du Sikkim
- Ratna Kumar Bantawa- Fondateur révolutionnaire du parti communiste du Népal
- Ram Prasad Rai - Fondateur révolutionnaire du parti du congrès du Népal
- Gopal Rai - Fondateur du parti communiste du Népal
- Narad Muni (Thulung) Rai - Politicien